# Affligem (bière)
Pour les articles homonymes, voir Affligem (homonymie).
Affligem est une marque de bière d'abbaye faisant partie depuis 2010 du groupe Alken-Maes (lui-même propriété du groupe néerlandais Heineken). Le nom provient de l'abbaye bénédictine d'Affligem fondée en 1074. Cette commune est située dans le Brabant flamand (Belgique), à une vingtaine de kilomètres au nord-ouest de Bruxelles.[réf. souhaitée]. La licence permettant d'exploiter le nom de l'abbaye a été concédée en 1970 par les moines à la  brasserie De Smedt devenue brasserie Affligem située à Opwijk dans la province du Brabant flamand.

## Bières
Il existe actuellement six bières d'abbaye commercialisées sous la protection du logo Bière belge d'Abbaye reconnue :
- Affligem Blond est une bière blonde titrant 6,8 % d'alcool.
- Affligem Dubbel est une bière brune titrant 6,8 % d'alcool.
- Affligem Tripel est une bière blonde titrant 8,5 % d'alcool (élue à plusieurs reprises meilleure bière belge triple du monde[3]).
- Affligem Patersvat est une bière blonde d'automne titrant 6,8 % d'alcool.
- Affligem Christmas appelée aussi Affligem Noël est une bière brune de saison titrant 9 % d'alcool.
- Affligem 950 Cuvée est une bière blonde titrant 6,8 % d'alcool. Elle a été produite depuis mai 2012 pour commémorer les 950 ans de la fondation de l'abbaye d'Affligem.

Les bières d'Affligem sont exportées principalement vers la France.

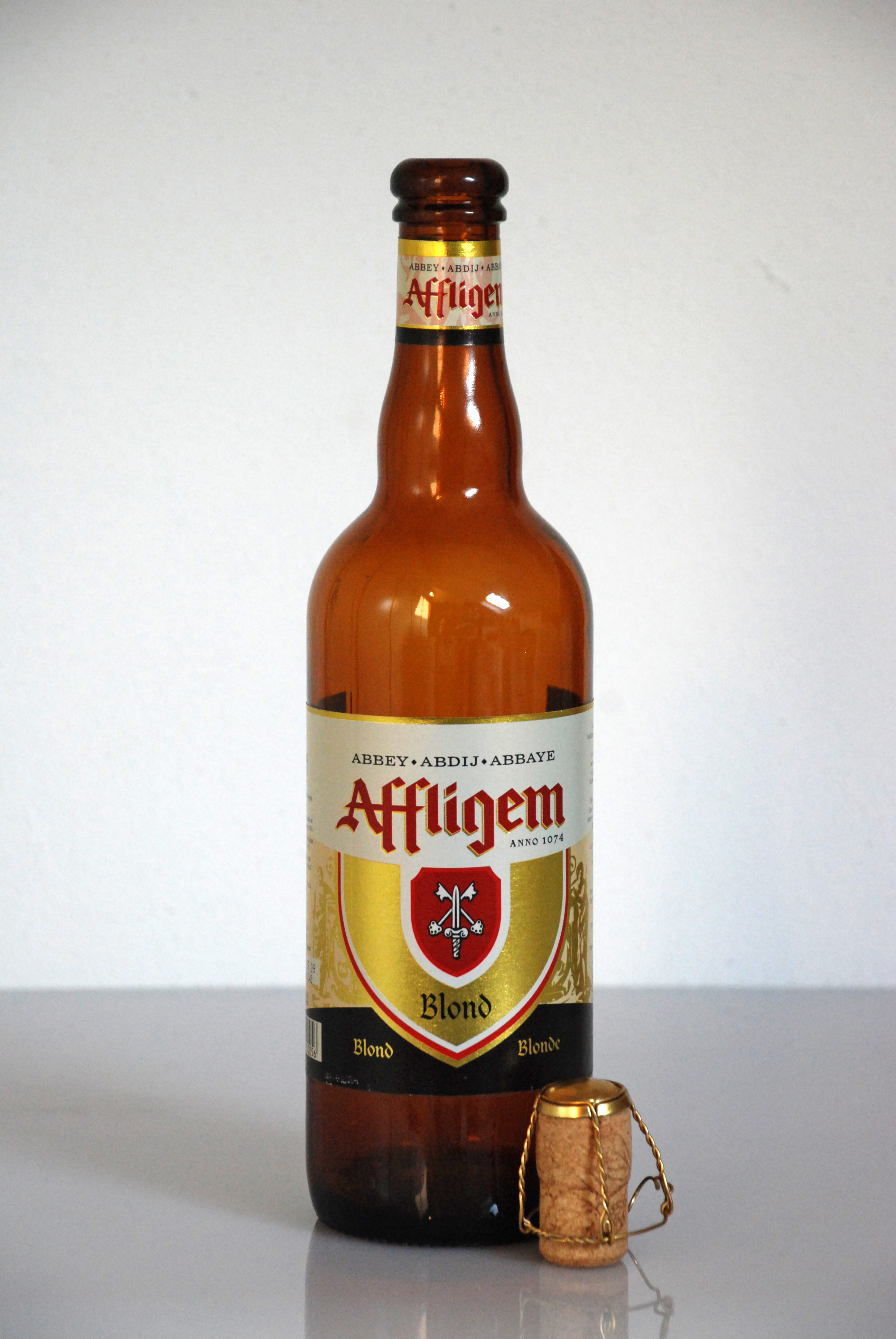
Blond
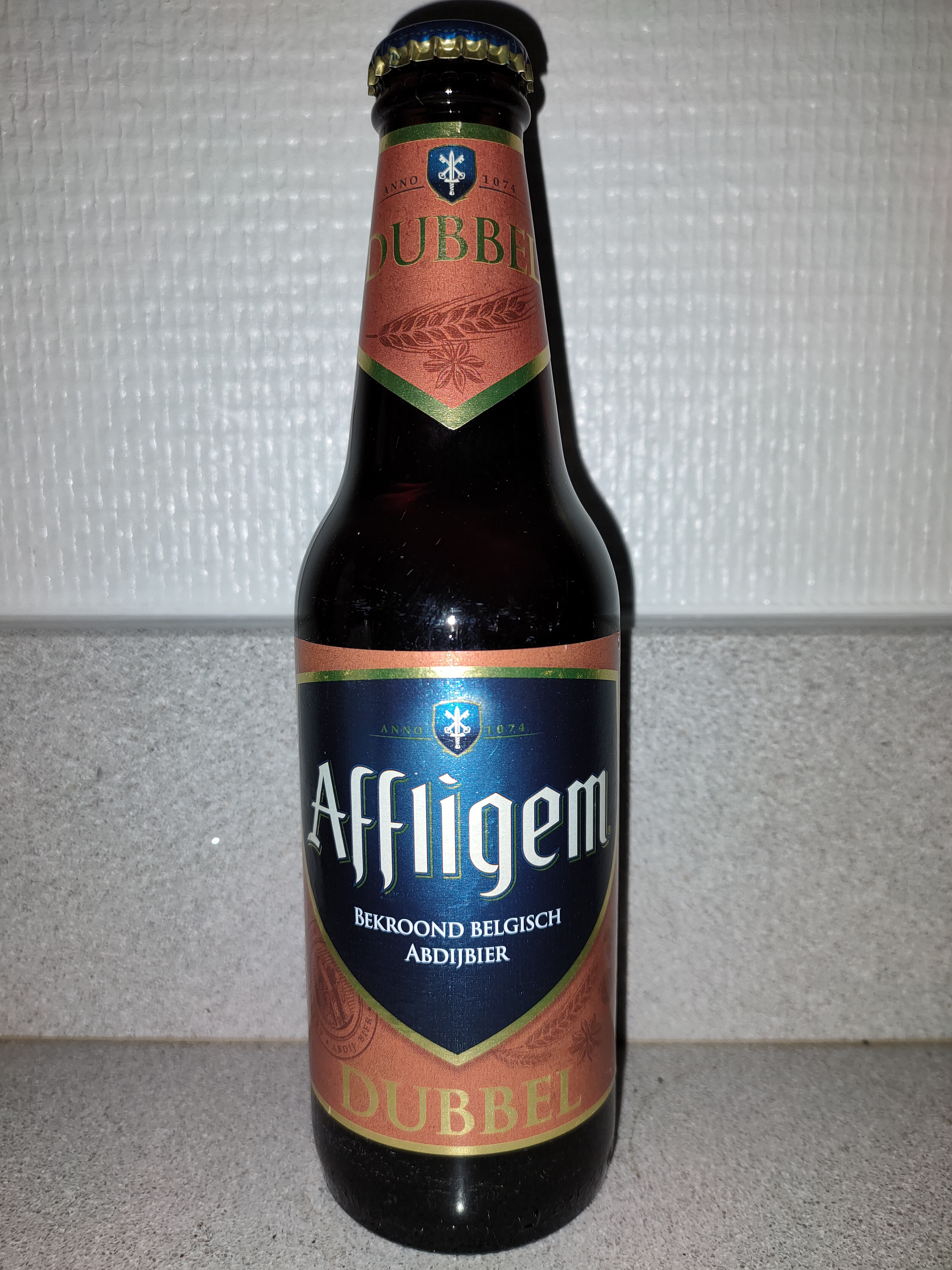
Dubbel
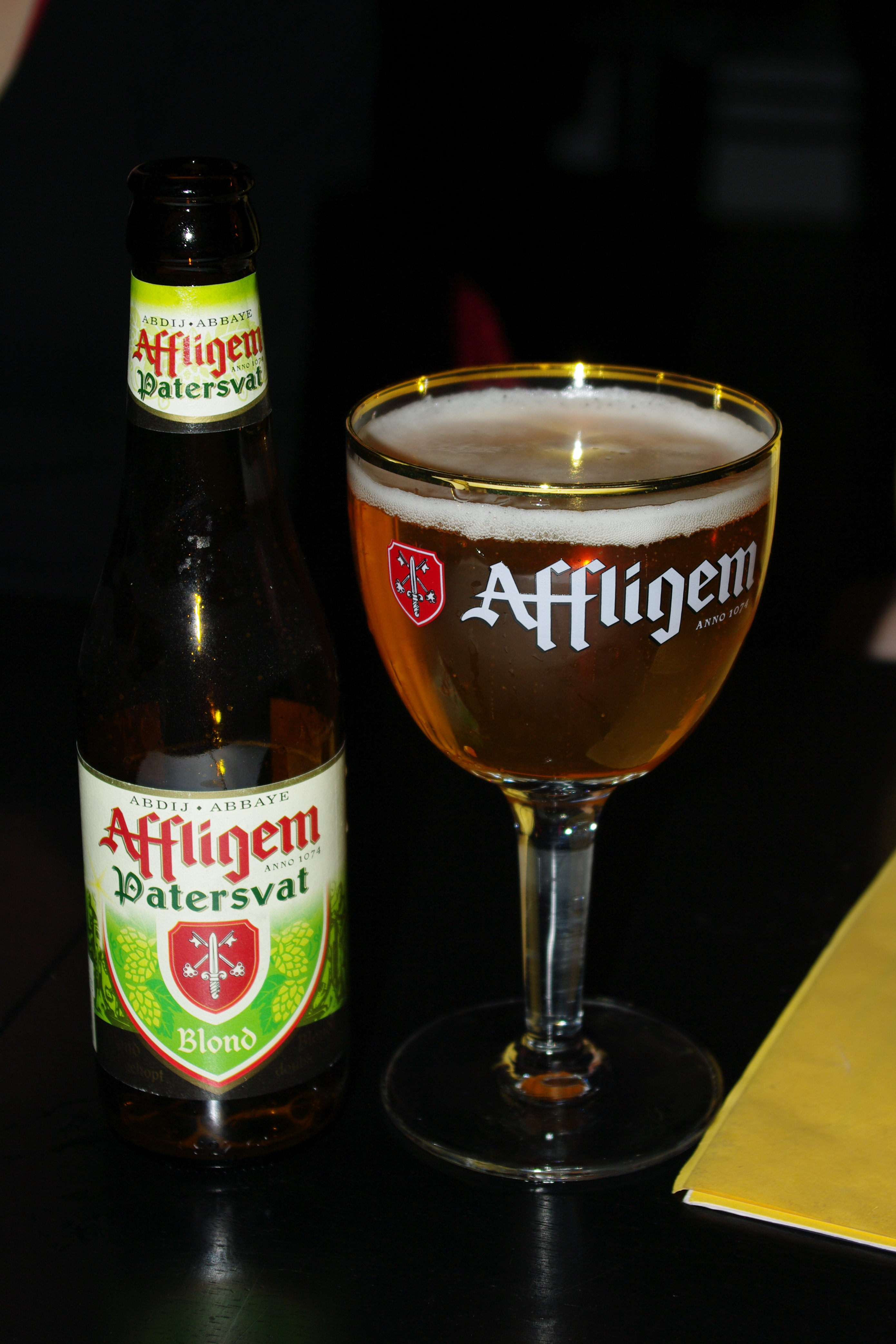
Patersvat
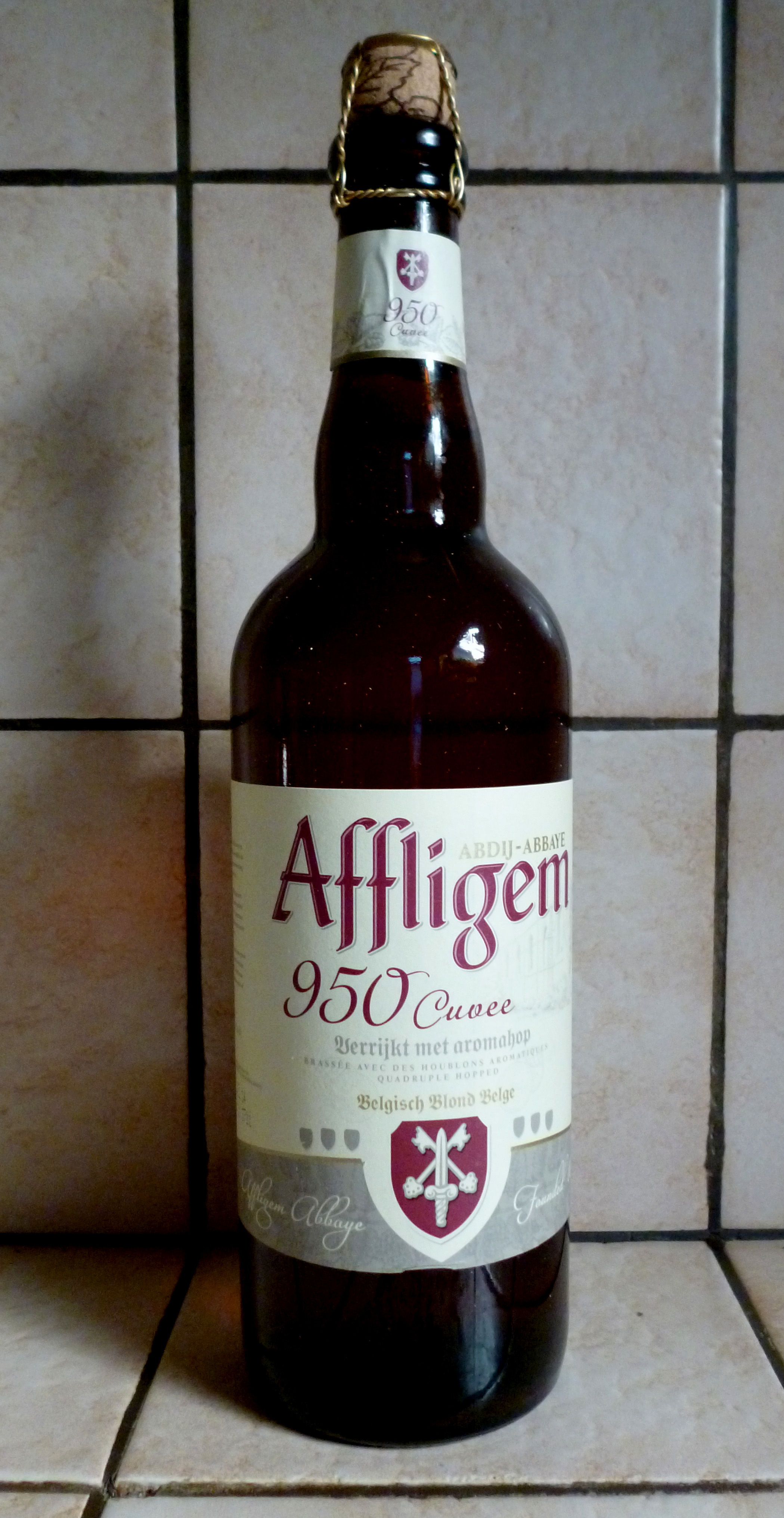
950 Cuvée

## Ingrédients
La liste d'ingrédients se fait rare sur cette marque. On pense notamment aux fûts Affligem Beertender d'une contenance de 5 litres, où seule l'inscription "Contient du malt d'orge" apparaît. Entre autres, les composants de base de cette bière sont l'eau, le malt d'orge et le houblon et le sirop de glucose sur les bouteilles de 25cl de l'Affligem cuvée blonde.